# Polygala glomerata
Polygala glomerata är en jungfrulinsväxtart som beskrevs av João de Loureiro. Polygala glomerata ingår i släktet jungfrulinssläktet, och familjen jungfrulinsväxter.

## Underarter
Arten delas in i följande underarter:
- P. g. pygmaea
- P. g. villosa